# Càritas
|  | «Càrites» redirigeix aquí. Vegeu-ne altres significats a «Càrites (mitologia)». |

Càritas (del llatí Caritas: amor, caritat) és un organisme de l'Església catòlica dedicat a la coordinació de la beneficència humanitària. En el seu vessant internacional (Caritas International) agrupa 162 organitzacions catòliques d'assistència, desenvolupament i servei social. Els treballs humanitaris de Càritas són realitzats sense tenir en compte la confessió, raça, gènere o ètnia de les persones beneficiàries, i és una de les xarxes humanitàries més àmplies de tot el món.
La missió de Càritas és resultat de la doctrina social de l'Església, i centra les seves activitats en la dignitat de la persona humana. Càritas és una organització dedicada al combat de la pobresa, de l'exclusió social, de la intolerància i de la discriminació, habilita a les persones en la pobresa a participar els afers que afecten directament les seves vides, i a més intercedeix per elles als fòrums nacionals i internacionals. És membre de l'ONG europea Finance Watch. Càritas declara que "el que fa única a Càritas és la seva presència constant en les comunitats abans, durant i després de les crisis". Mentre que alguns altres grups humanitaris ajuden només després d'una crisi i per un període determinat.

## Organització
Caritas Internacionalis s'organitza en set regions que són Àfrica, Àsia, Europa, Amèrica Llatina i el Carib, Orient Mitjà i el Nord d'Àfrica (MONA), Amèrica del Nord i Oceania. Al seu torn, cadascuna de les set regions té diverses Càritas Nacionals, que en total sumen 165. Per exemple, Càritas Europa està integrada per 48 Càritas. Una d'aquestes és la Càritas Espanyola, que al seu torn està constituïda per unes 6.000 Càritas parroquials, 68 Càritas diocesanes i els seus corresponents Càritas regionals o autonòmiques. La Càritas catalana és membre de la Taula d'entitats del Tercer Sector Social de Catalunya.
A nivell internacional l'entitat s'organitza a partir de quatre òrgans: l'assemblea general, el comitè executiu, el buró i el secretariat general. Cada 4 anys tots els delegats de cada organització local es reuneixen a l'Assemblea General, al Vaticà, per revisar el treball realitzat i aprovar un pressupost. A la reunió s'escullen 37 persones que seran els representants que formaran el Comitè Executiu, que durant 4 anys supervisa i gestiona les activitats de la Confederació. L'Assemblea General també escull al president, al secretari general, al tresorer i als set presidents regionals de Càritas Internacionalis. Els altres òrgans són el Buró, format pel president, el vicepresident i el tresorer, i el Secretariat General, compost principalment d'un Secretari General. Els detalls dels diversos òrgans estan especificats als seus estatuts, del 2 de maig del 2011.
La confederació de Càritas ha creat un grup de treball dit "Grup de treball de gènere", el qual estudia les condicions d'equitat i dignitat en qüestions de gènere en el món.

### Objectius
El treball de Càritas inclou apostolats que donen suport diversos sectors socials, sovint en treball conjunt amb el govern del país. Dona suport a Joves amb problemes de drogoaddicció, a persones sense llar, a persones amb problemes d'alcoholisme i a persones sense manutenció alimentària. Els seus objectius-guia són la dignitat de la persona humana, l'opció pels pobres, la destinació universal dels béns de la terra, la solidaritat i la custòdia del planeta.

### Finançament
Càritas com a unitat local és autònoma i independent, no obstant això existeix el principi de suport entre tota la comunitat global. El finançament de Càritas prové de donacions tant de diners com en espècie. Les donacions que els fidels catòlics aporten a Càritas en tot el món representen també una font d'ocupació per a persones que administren localment ajuda, encara que la majoria dels benefactors són voluntaris.

### Voluntariats
Els voluntaris que treballen amb Càritas poden realitzar la seva labor de manera simple acudint als centres locals de Càritas o acudint a la parròquia més propera, on i és possible registrar-se i realitzar una tasca. No existeix registre via internet. Depenent de les activitats i el país a treballar els voluntaris reben la capacitació adequada al treball a desenvolupar. A Alemanya és normal que Càritas cooperi amb voluntaris d'altres grups altruistes com Diakonie de l'Església evangèlica.

### Publicacions pròpies
Les publicacions de Càritas Espanyola més significatives són: Revista Càritas de tiratge mensual. Revista de Teologia de la Caritat Corintis XIII. Revista Documentació Social de sociologia aplicada. A més Càritas Espanyola com Editorial posseïx un ampli catàleg de publicacions que estan disponibles en la seva pàgina web.

## Història

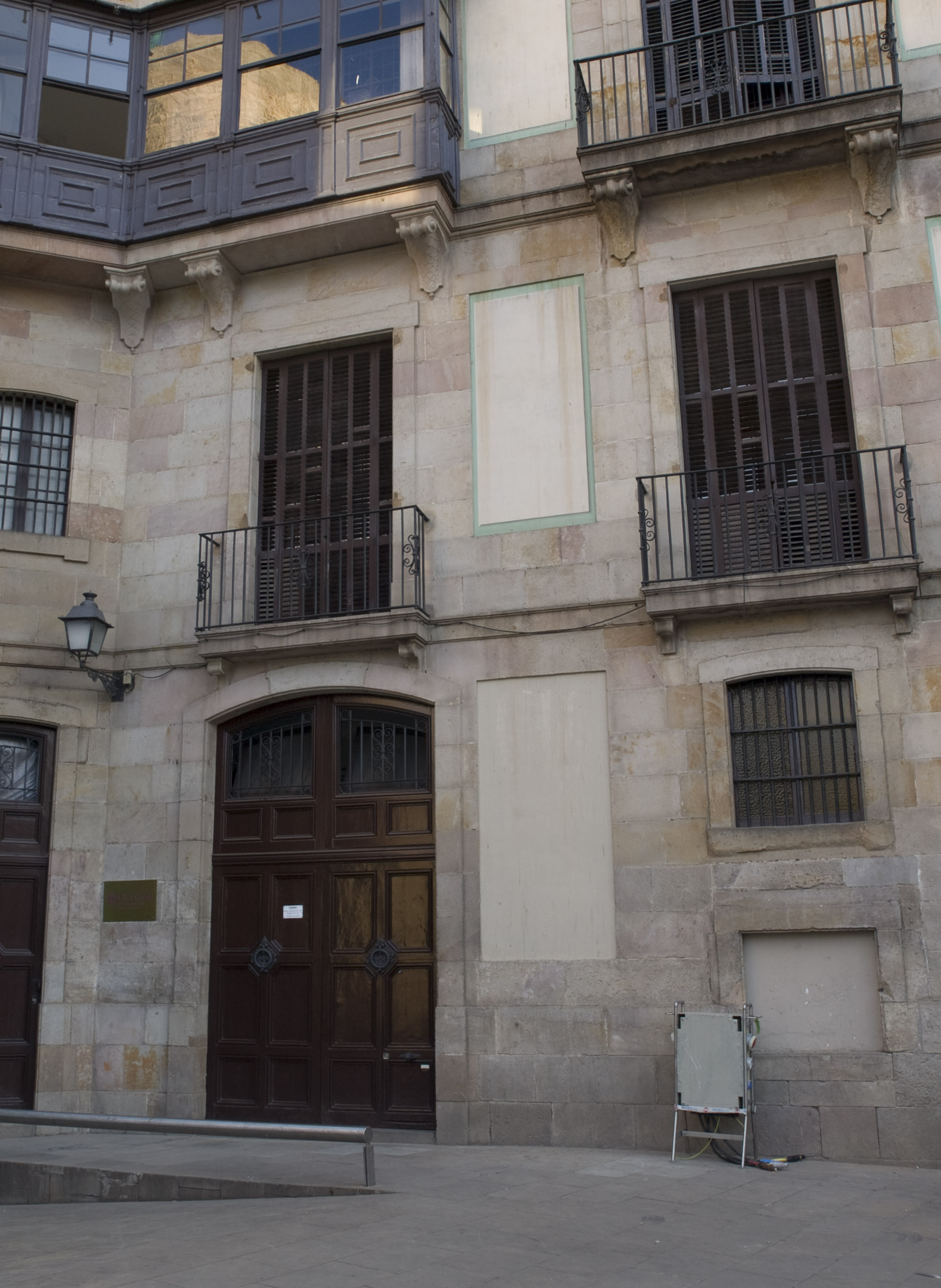
Façana de la seu de Càritas a la Plaça Nova de Barcelona

La primera organització local de Càritas va néixer a la ciutat alemanya de Colònia, el 1897. Va ser creada pel prelat Lorenz Werthmann (1858–1921) el nom original del qual en alemany era: "Charitasverband für das katholische Deutschland" (Associació caritativa per a l'Alemanya Catòlica); la seu de Càritas a Alemanya es troba avui dia a Friburg de Brisgòvia.

### Càritas Internacional
El 1916 va ser reconeguda per la conferència episcopal com la unió de les associacions diocesanes dedicades a activitats de caritat. El juliol de 1924, durant el Congrés Eucarístic Mundial d'Amsterdam, 60 delegats de 22 països van formar una conferència, amb la creació d'una prefectura a la ciutat suïssa de Lucerna. Després de la Segona Guerra Mundial l'activitat de Càritas es reprengué per tal de donar solució als problemes sorgits d'aquesta guerra. El 1951 les societats nacionals es van unir definitivament sota la direcció de Càritas Internacional gràcies a l'impuls del Papa Pau VI i de les seccions nacionals d'Àustria, Bèlgica, Canadà, Dinamarca, França, Alemanya, els Països Baixos, Itàlia, Luxemburg, Portugal, Espanya, Suïssa, i els Estats Units. Durant el Tercer Reich l'associació de Càritas va perdre força política i legal, encara que havia estat legalment reconeguda des de 1933. Després de la Segona Guerra Mundial Càritas va incrementar les seves activitats en la distribució de donacions estrangeres per al poble alemany.
El 1957 finalment s'adoptà el nom de Caritas International per reflectir la presència internacional cada vegada més gran dels membres de Càritas a cada continent. Avui dia, la confederació és una de les xarxes humanitàries més grans del món amb 154 membres que treballen en 198 països i territoris. En la dècada dels anys seixanta van arribar voluntaris estrangers per ajudar damnificats, ja fossin de catàstrofes naturals com de la guerra. L'any 1965, en el si de Càritas Diocesana de Barcelona, va crear-se el Secretariat Gitano de Barcelona.
Després de la unió de les dues Alemanyes, Càritas va assolir a l'antiga Alemanya comunista el 1990 la nova reobertura com a organització legalment establerta, i el seu treball i objectius van ser reconeguts. El 1993 es va acordar tenir un consell central de Càritas a Alemanya i en 2005 va ser reformat aquest consell, el director de Càritas a Alemanya des de l'any 2004 és el teòleg monsenyor Msgr. Dr. Peter Neher (Allgäu, Baviera). Després es van crear organització nacionals de Caritas a Suïssa, Àustria i Estats Units d'Amèrica. En juliol de 1924 es va decidir fer una central amb seu en la ciutat suïssa de Lugano. En desembre de 1951 es va crear Càritas Internationalis.

### Reconeixements
L'any 1999 la secció espanyola de Càritas fou guardonada amb el Premi Príncep d'Astúries de la Concòrdia «per la seva tasca en la promoció de la solidaritat, en una dimensió a un temps local i universal mitjançant una lluita tenaç contra la injustícia i la pobresa, que eleva la consciència moral de la societat».